# Hennadij Kundienok
Hennadij Mykołajowycz Kundienok (ukr. Геннадій Миколайович Кунденок; ur. 6 października 1976, Rosyjska FSRR) – ukraiński piłkarz, grający na pozycji pomocnika, trener piłkarski.

## Kariera piłkarska

### Kariera klubowa
Pierwszym profesjonalnym klubem w jego karierze była Tawrija Symferopol, w której występował przez 7 lat razem ze swoim bratem Ołeksandrem. W rundzie wiosennej sezonu 2000/01 bronił barw farm klubu Tytan Armiańsk. Latem 2002 razem z bratem został piłkarzem nowo utworzonego PFK Sewastopol. Na początku 2003 przeszedł do Prykarpattia Iwano-Frankowsk, ale latem powrócił do Sewastopola. Zimą 2004 przeniósł się do klubu Krymtepłycia Mołodiżne, w którym w 2005 z bratem zakończył karierę piłkarską.

### Kariera reprezentacyjna
W młodzieżowej reprezentacji Ukrainy wystąpił 3 razy.

### Kariera trenerska
Po zakończeniu kariery piłkarskiej trenował dzieci w SDJuSzOR Dynamo-97 w Symferopolu.

## Sukcesy i odznaczenia

### Sukcesy klubowe
- finalista Pucharu Ukrainy: 1994
- półfinalista Pucharu Ukrainy: 1995
- wicemistrz Drugiej lihi Ukrainy: 2005
- brązowy medalista Drugiej lihi Ukrainy: 2004